# Wayne Wang
Wayne Wang, chiń. upr. 王颖; chiń. trad. 王穎; pinyin Wáng Yǐng (ur. 12 stycznia 1949 w Hongkongu) – amerykański reżyser, scenarzysta i producent filmowy, pochodzący z Hongkongu.

## Życiorys
Urodził się w Hongkongu, w wieku 17 lat wyjechał do USA, gdzie uczył się na California College of the Arts w Oakland. Po ukończeniu studiów na pewien czas wrócił do Hongkongu, gdzie pracował przy popularnym serialu (operze mydlanej), a następnie ponownie przeniósł się do Stanów.
Jest twórcą wszechstronnym, w swoim dorobku ma komedie romantyczne i kryminały, ale także dramaty. Akcja niektórych jego filmów rozgrywa się w środowisku chińskich imigrantów (Napijmy się razem herbaty), fabuła wielu została osadzona w różnych dzielnicach Nowego Jorku.
Najbardziej znanym dziełem Wanga jest Dym (1995), zrealizowany według scenariusza Paula Austera. Ten tzw. mały film, niezależna produkcja z Harveyem Keitelem w roli głównej, oddaje senną atmosferę małego sklepiku tytoniowego na Brooklynie i w niektórych kręgach jest uznawany za dzieło kultowe. Drugim wspólnym filmem Wanga i Austera był Brooklyn Boogie (1995), swoista kontynuacja Dymu.
Dym stał się przepustką Wanga do wielkiego kina. Reżyser zaczął kręcić filmy z większym budżetem i w gwiazdorskiej obsadzie. W 1997 powstała Chińska szkatułka z Jeremym Ironsem, dwa lata później Wang nakręcił Wszędzie, byle nie tu, w którym z taktem i smakiem przedstawił losy matki (Susan Sarandon) planującej dla swej córki (Natalie Portman) karierę filmową.
Wang zwrócił się następnie w stronę komercji. Jego komedia romantyczna Pokojówka na Manhattanie (2002) z Jennifer Lopez i Ralphem Fiennesem w rolach głównych nie zebrała dobrych recenzji. Kolejny film w tym samym gatunku, Ostatnie wakacje (2006) z Queen Latifah w roli głównej, również rozczarowywał.
Wang powrócił do łask krytyki dzięki filmowi o dobrze sobie znanej tematyce imigranckiej. Tysiąc lat żarliwych modlitw (2007) przyniósł mu również Złotą Muszlę na MFF w San Sebastián.

## Wybrana filmografia

### Reżyser
- Chan Is Missing (1982)
- Dim Sum: A Little Bit of Heart (1985)
- Napijmy się razem herbaty (Eat a Bowl of Tea, 1989)
- Dym (Smoke, 1995)
- Brooklyn Boogie (Blue in the Face, 1995)
- Chińska szkatułka (Chinese Box, 1997)
- Wszędzie, byle nie tu (Anywhere But Here, 1999)
- Pokojówka na Manhattanie (Maid in Manhattan, 2002)
- Ostatnie wakacje (Last Holiday, 2006)
- Księżniczka z Nebraski (The Princess of Nebraska, 2007)
- Tysiąc lat żarliwych modlitw (A Thousand Years of Good Prayers, 2007)

## Nagrody
- Nagroda na MFF w Berlinie Srebrny Niedźwiedź – Nagroda Specjalna Jury: 1995: Dym